# ジュノ・レーシングカーズ
ジュノ・レーシングカーズ（ Juno Racing Cars ）は、イギリスのグループCNスポーツカーのコンストラクター。2014年8月7日にジネッタ・カーズに買収された旨が発表された。

## 歴史
ジュノ・レーシングカーズは、ウィリアムズF1のエンジニアであったイワン・ボールドリー （ Ewan Baldry ） によって1999年に設立された。最初の製造車は 「ジュノ・SS1」で、2001年にサーキット・デビューを果たした。その車は、イワン・ボールドリーとデザイン・エンジニアのベン・ラング （ Ben Lang ） によって設計された。ラングはTVRのタスカン・スピード・シックスのチーフ・エンジニアも務めている。SS1は排気量2リッターのナショナル・スーパースポーツ・クラス用に設計されている。この車は、冷間引抜製法で継ぎ目のない鋼管から成るスペースフレームのシャシーを特色としている。ボグゾール製20XEエンジンを搭載していた。ロバート・オールダーショー.Jrが、ナショナル・スーパースポーツ・シリーズのSP2クラスにSS1で勝利を収めている。
SS1の後継車が「ジュノ・SS2」である。SS2はデザインはSS1によく似ていたが、技術的には大幅に進化していた。シャシーはワイドになって、ヒューランド製の新しいシーケンシャルギアボックスが搭載された。ロバート・オールダーショー.Jrは、BARC（英国自動車レーシングクラブ）ナショナル・スーパースポーツの複数のレースで優勝している。ロバート・オールダーショー.Jrは年間ランキング2位に入っている。オールダーショー.Jrは翌年も同様の成績を挙げた。
2005年には、更にパワフルになったV6の「ジュノ・SS3」が登場した。デヴィッド・マウンテンとアンドレアス・ハルキオポロウスがジャガー製V6エンジンを搭載したSS3に乗って、ブリットカーに参戦した。SS3はブリットカーの6戦に出走した。「ジュノ・SSE」は2008年に登場し、様々なグループCNクラスのレースに出走して優勝した。
ジュノ・レーシングカーズは2009年に、同社の最初のフォーミュラカー車両であるフォーミュラ・フォード用車両を開発し、英フォーミュラ・フォードの2009年シーズンに参戦した。フォーミュラ・フォード用車両の「ジュノ・JA09」はクリッシー・パーマーのドライブでオウルトン・パークでの初戦に臨み、チーム順位で5位に入った。「ジュノ・JA2010」という新しいフォーミュラ・フォード用車両でフォーミュラ・フォードの2010年シーズンをセンチュリー・モータースポーツにワークス・サポートを供給するという形でパートナーを組んで臨んだ。様々なドライバーでチームを編成し、そのドライバーの中心的な存在がネイサン・フレクであったが、チームは目立った成果を上げることが出来なかった。
2014年8月7日にジネッタ・カーズに買収された旨が公表された。その合作製品としてのレースカーが2015年にLMP3のレース車両として製造されてレースに出走した。

## レーシングカー
| 年     | 車                      | カテゴリー                       |
| ------ | ----------------------- | -------------------------------- |
| 2001年 | ジュノ・SS1             | グループCN                       |
| 2003年 | ジュノ・SS2             | グループCN                       |
| 2005年 | ジュノ・SS3-V6          | グループCN                       |
| 2008年 | ジュノ・SSE             | グループCN                       |
| 2009年 | ジュノ・CN09            | グループCN                       |
| 2010年 | ジュノ・JA2010          | フォーミュラ・フォード/750MC、F4 |
| 2011年 | ジュノ・CN2011          | グループCN                       |
| 2012年 | ジュノ・シヴィック 2012 | グループCN                       |